# Drenak
Drenak es un pueblo ubicado en el municipio de Kriva Palanka, en Macedonia del Norte.

## Superficie
Posee una superficie de 16,54 kilómetros cuadrados.

## Demografía
Hasta 2021 la población era de 17 habitantes, con una densidad de población de 1,028 habitantes por kilómetro cuadrado.